# Andrzej Lesiak
Andrzej Lesiak (Nowogród Bobrzański, 21 maggio 1966) è un allenatore di calcio ed ex calciatore polacco, di ruolo difensore.

## Caratteristiche tecniche
Giocava come difensore centrale.

## Palmarès
- Coppa di Polonia: 2

GSK Katowice: 1986, 1991
- Supercoppa di Polonia: 1

GSK Katowice: 1991
- Coppa d'Austria: 1

Wacker Innsbruck: 1992-1993